# Савінов Олексій (футболіст)
Олексій Савінов (рум. Alexei Savinov; нар. 19 квітня 1979, Кишинів, МРСР) — молдовський футболіст, захисник, виступав у національній збірній Молдови, зараз — футбольний тренер.

## Життєпис
Розочав займатися футболом у 7-річному віці в школі кишинівського «Зімбру» у тренера В'ячеслава Івановича Карандашова. Після випуску 16-річного гравця заявили за основну команду, а з приходом на посаду головного тренера клубу Семена Альтмана почали поступово підтянувати до основного складу, надаючи певний ігровий час на футбольному полі. Проте через власну молодість Олексій програв конкуренцію й відправився в річну оренду до клубу «Олімпія» (Бєльці). У цій команді зміг проявити себе й по завершенні сезону повернувся в «Зімбру». З цього клубу перейшов у «Хайдук-Спортінг». У 2002 році відправився на перегляд до запорізького «Металурга», згодом підписав контракт з запорожцями. В дебютному сезоні у складі «Металурга» зайняв з командою 4-те місце в чемпіонаті та взяв участь у Кубку УЄФА. Проте після цього у клубу почалися проблеми з виплатою заробітної плати й через це гравець посварився  керівництвом запорозького клубу. З ініціативи самого гравця на правах оренди виступав у луцькій «Волині». Через пів року повернувся в «Металург», проте керівництво клубу й надалі продовжувало невиплачувати борг. Тому гравець вирішив прийняти пропозицію Віктора Ряшка й продовжив свою кар'єру виступами на правах оренди вже в ужгородському «Закарпатті». По завершенні контракту з «Металургом», разом зі своїми співвітчизниками, подав скаргу до суду на запорожців. Взимку 2005 року на запрошення Олександра Тарханова прибув на перегляд у «Сатурн» (Раменське), яке на той час виступало в російській Прем'єр-лізі. Справа йшла до підписання контракту. Проте неочікувано керівництво клубу вирішило змінити головного тренера. Новий же наставник клубу з Раменського Олексія в складі команди вже не хотів бачити. Після виступів в Україні повернувся в Молдову, захищав кольори «Зімбру» та «Дачії». Після цього протягом чотирьох сезонів виступав в азербайджанському ФК «Баку». Навесні 2013 року повернувся в Молдову і грав за «Костулені», в цьому клубі став граючим тренером в штабі Ліліана Попеску. У березні 2014 року разом з Попеску перейшов у «Веріс», де теж став граючим тренером. У жовтні 2015 року залишив пост помічника головного тренера футбольного клубу «Шериф».
Дебютував за збірну Молдови в 2003 році. В цілому станом на 2013 рік провів за збірну понад 35 матчів.

## Досягнення
- Кубок Молдови
  -  Володар (1): 2006-07
- Кубок Азербайджану
  -  Володар (2): 2009-10, 2011-12